# 49-Mile Scenic Drive

Panneau de la 49-Mile Scenic Drive

La 49-Mile Scenic Drive est une route à vocation touristique située à San Francisco en Californie aux États-Unis.

## Situation et accès
À l'origine, l'itinéraire partait de l'hôtel de ville de San Francisco pour se terminer à Treasure Island, mais il a été modifié à plusieurs reprises.
En 1999, l'itinéraire suivait une boucle dans le sens inverse des aiguilles d'une montre depuis Civic Center Plaza, avec une longueur avoisinant 78,5 km.

## Origine du nom
Le nom « 49-Mile Scenic Drive » vient d'un clin d'œil à San Francisco elle-même car la ville couvre environ 49 miles carrés.

## Historique
Elle fut ouverte le 14 septembre 1938, pour l’Exposition internationale du Golden Gate de 1939 dans le but d’offrir un itinéraire qui puisse faire découvrir les attractions de la ville, dont le tout nouveau Golden Gate Bridge (ouvert en 1937) ainsi que le Bay Bridge (ouvert en 1936). Son itinéraire a évolué au fil du temps et elle mesure désormais 48,5 km de distance. 

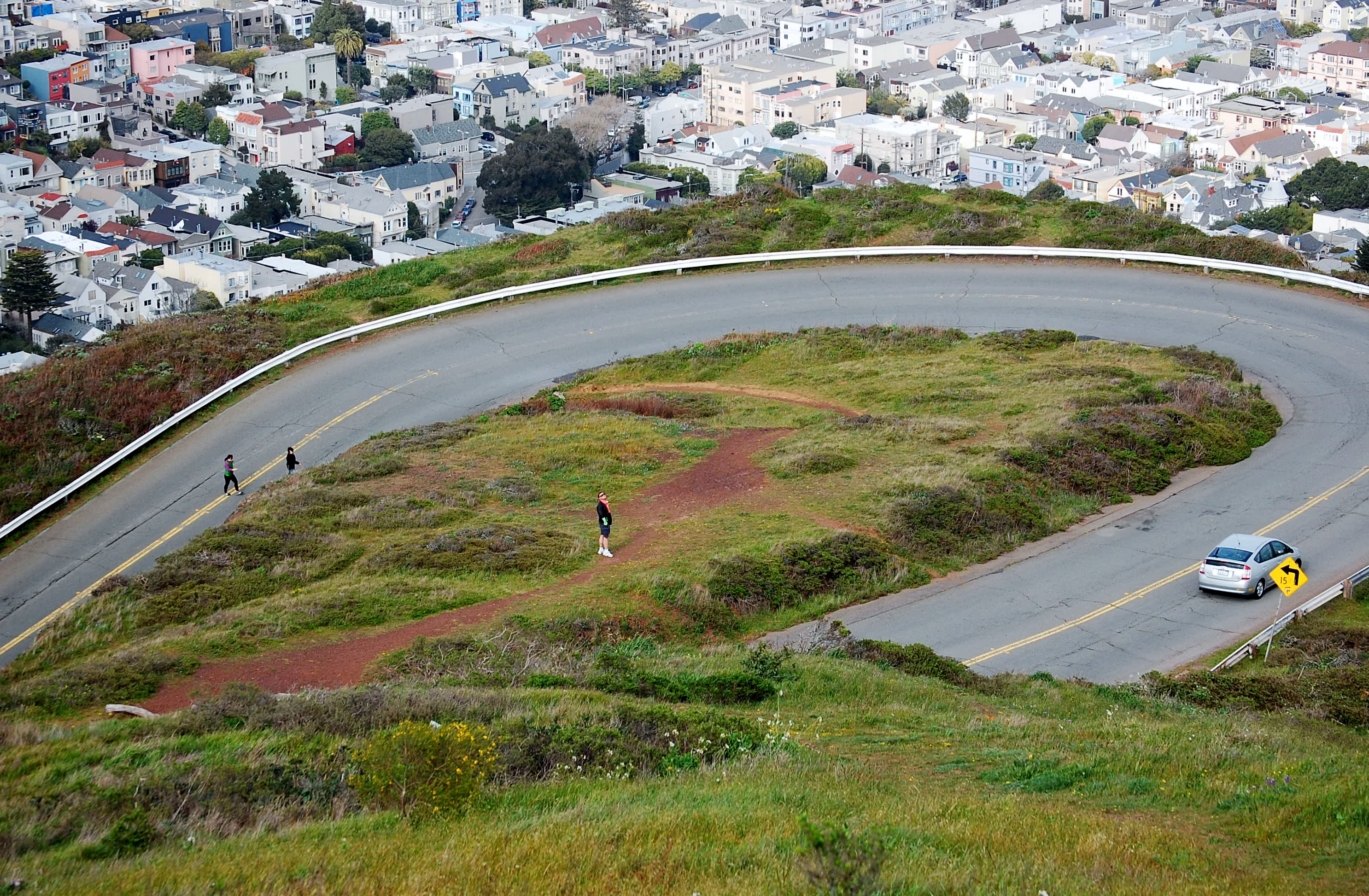
La route vers Twin Peaks.